# 吉原忠男
吉原 忠男（よしはら ただお、1935年7月8日 -）は、日本の医師（外科学）、推理作家。医学博士。埼玉県医師会元会長。日本ペンクラブ会員。

## 経歴・人物
青森県三戸郡三戸町出身。1960年、東京慈恵会医科大学医学部卒業。1962年に医師国家試験合格（医籍174945号）。同大学第一外科学教室助手を経て、1968年に埼玉県浦和市（現・さいたま市）で吉原医院を開設。1970年、医学博士（東京慈恵会医科大学）。
埼玉県医師会常任理事を経て、2004年4月から2010年まで埼玉県医師会長。2006年に医療功労賞（読売新聞社主催）を受賞。2011年4月、旭日小綬章を受章。
現役の開業医として地域の保険・医療活動に力を入れながら、合間を縫って海庭 良和（かいば よしかず）のペンネームで豊富な医学知識を生かしたミステリー作品の執筆活動に取り組む。 
1964年『太陽連合』にて第3回ハヤカワ・SFコンテスト佳作。1975年『走る人たち』にて「文學界新人賞」候補。1981年『ハーレムのサムライ』にて「オール讀物新人賞」受賞。また同年『ジーザスの夏祭り』にて「野性時代新人賞」候補となった。

## 著書
海庭 良和名義
- 『B型肝炎殺人事件』（徳間書店、トクマ・ノベルズ） 1989年
- 『巨構の殺意 多喜二の伝説』（現代書林） 1989年
- 『ノルウェーの石蟹 味紀行』（森林書房） 1991年
- 『「おくのほそ道」殺人紀行 女外科医・草加部景子』（徳間書店、トクマ・ノベルズ） 1991年
- 『禽獣の殺意 女外科医・草加部景子』（徳間書店、トクマ・ノベルズ） 1992年
- 『トンガル殺人紀行』（郁朋社） 2002年
- 『ニューヨーク小景 味紀行』（郁朋社） 2004年
- 『冬の鎖 秩父夜祭殺人事件』（埼玉新聞社） 2006年
- 『カルチェ・ラタンの食鬼（グルマン）たち』（合同フォレスト、フォレストミステリ） 2012年
- 『マンハッタン冬歌』（合同フォレスト、フォレストミステリ） 2014年